# AIP アラフォーアイドルproject
AIP（エーアイピー）は、日本の女性アイドルグループ。

## 概要
AIP(アラフォーアイドルProject)とは、主にアラフォー・アラフィフ世代の女性たちが主役となり、輝く未来を応援、〝夢〟を実現・創造していく、応援エンタメプロジェクト。「AIPが世の代表となり歌やパフォーマンスを披露！ 日本中を元気に、キラキラ輝かせたい」というコンセプト。現在、『情熱Dream』、『虹色ドリーム』、『ときめきDream』の3グループ、『Future Dream』の研修生グループ、計4つのDreamチームが在籍。 。
2010年、友人からメジャーデビュー直前のアラフォーアイドルユニットの存在を教えられたNAOがオーディションに合格し、そのユニットの2期生となる。彼女はすぐにセンターに抜擢され、一般のアイドルイベントに出演し続け、ファンを増やす。マスコミにも取り上げられ始めた2016年1月、創設者の女性の突然の宣言により、5月にグループは解散し、フランチャイズ的に全国展開していたユニットには延べ170人が参加し、常時三十数人が在籍していた。解散の1カ月後、彼女が中心になって結成したのが情熱Dreamであり、同時に設立されたのがアラフォーアイドルを束ねる「AIP アラフォーアイドルProject」である。なお、前身となったアラフォーアイドルユニットは「サムライローズ」である。
情熱Dreamのサウンドプロデューサーを無償で引き受け、楽曲を提供しているのは佐藤政志。
2019年、6月1日にぴえもミュージックより8曲入りファーストアルバム「どこまでも高く飛べるさ　そこに夢があるから」が全国発売された 。

## メンバー

### 情熱Dream
NAO（リーダー）
東京都練馬区生まれの53歳。本名は美原奈緒。大手保険会社の正社員。
大学在学中にタレント事務所と劇団青年座の研究所に入所し、卒業後も芸能活動を続け、舞台やテレビ、CMなどへの出演経験も持つ。恋人と26歳で結婚し長女を出産、翌年には次女が誕生し、芸能界どころではなくなった。売れないミュージシャンの夫の収入では暮らしが立たず、保険の外交員を始めたのがこの頃。30歳で長男を出産し、5年後に離婚した。
千鶴
Aoi
42歳。本名は青木あゆみ。
長野県東部の佐久穂町在住で、平日はパート勤務で衣料品販売チェーンの店舗に立ち、週末は高速バスで東京に通う。5年前、「サムライローズ」のパフォーマンスをテレビ番組で見て「歌い出しが完璧だった。ただのおばちゃんたちじゃない。私も同じようになりたいと思った。」と「サムライローズ」のオーディションを受け、33歳でアイドルになった。

### 虹色ドリーム
KoKo
54歳。
蕾
CHIKA

### ときめきDream
愛梨
花りん

### Future Dream
お徳ちゃん
あすみん
NAVYケイ
セレブエミリー
和みchan
フェンsing, JOE
KAORU
こえび師匠
ゆみちぃ
璃音
MISAKI

## 作品

### CD

#### AIP アラフォーアイドルproject
どこまでも高く飛べるさ　そこに夢があるから（2019年6月1日：PIEMO-001）
1.情熱☆ドリーム
作詞 - NAO / 作曲 - NAO
2.虹色のしあわせ
作詞 - NAO・佐藤政志 / 作曲 - 小岩伸也
3.Chu♡距離恋愛
作詞 - マノア / 作曲 - 佐藤政志
4.僕らのバカンス
作詞 - マノア / 作曲 - 佐藤政志・小岩伸也
5.恋するキャストドール
作詞 - 佐藤政志 / 作曲 - 小岩伸也
6.虹色のしあわせ（虹色バージョン）
作詞 - NAO・佐藤政志 / 作曲 - 小岩伸也
7.いつもと同じ夜
作詞 - 佐藤政志 / 作曲 - 佐藤政志
8.Happydays
作詞 - 田中利治 / 作曲 - 小岩伸也

### シングル

#### 情熱Dream
情熱☆ドリーム（2018年9月29日　デジタル配信）
虹色のしあわせ（2018年10月9日　デジタル配信）
恋するキャストドール（2018年10月19日　デジタル配信）

#### Nao & Aoi
いつもと同じ夜（2018年12月6日　デジタル配信）

#### 虹色ドリーム with ときめきDream
虹色のしあわせ（虹色バージョン）（2018年12月10日　デジタル配信）

## メディア出演

### 書籍・雑誌
2016年
- 11月17日 - 朝日新聞・関東版夕刊「アラフォーアイドル奮闘」仕事と家庭と両立「何でもできる」
- 11月17日 - 朝日新聞DIGITAL・輝くアラフォーアイドル「平日はパート、週末は渋谷へ」Part1
- 12月1日 - 朝日新聞・長野版朝刊「アラフォーアイドル奮闘中」仕事と家庭と両立「何でもできるんだ」

2017年
- 1月31日 - 女性自身・2月14日号・シリーズ人間「いまが いちばんカワイイ！」
- 6月29日 - 朝日新聞DIGITAL・輝くアラフォーアイドル「平日はパート、週末は渋谷へ」Part2

2018年
- 7月23日 - 下野新聞・「今が青春　夢追い掛ける」
- 7月23日 - 長野日報・「35回記念　オッコウ踊りに新曲」
- 9月22日 - 東京グラフィティ・「いくつになっても夢を追い続ける美魔女集団」

2019年
- 5月26日 - 下野新聞・「アラフォーアイドル初アルバム発売　中高年女性たちの夢を凝縮」
- 7月12日 - 稚内プレス・「情熱Dreamアルバム発売」

### テレビ・ラジオ出演
2016年
- 9月7日 - 長野朝日放送・abnステーション「家族と目指す夢 アラフォー女性がアイドルに」
- 11月29日 - レインボータウンFM・Emotional Beat 姫ラジ

2017年
- 4月16日 - フジテレビ・ザ・ノンフィクション「女50歳！輝きたい私」
- 5月7日 - 調布FM 83.8MHz・劇団コラソン伝説のラジオ特番
- 11月8日 - テレビ東京・よじごじDay「ぽかぽかパワー炸裂！今こそショウガ！」

2018年
- 1月17日 - テレビ朝日・スーパーJチャンネル「認知症の母親を介護&路上寝の極貧女性！ワケあり“芸能生活"」
- 6月2日 - InterFM「TOKYO DANCE PARK 」

- 10月16日 - テレビ東京・「TOKYO MX TV　おはよう！アイドル長屋REMIX」

- 10月29日 - 日テレNEWS24「アラフォーでアイドルとして活動するワケ」

2019年
- 2月2日 - NHK「ウイークエンド中部」カトリーナのトレンド探偵

### インターネット放送局出演
2016年
- 9月17日 - 千住から世界に発信！インターネット放送局Ｃwave・「アラフォーアイドルProjectの全国大人アイドル化計画全1１回目」

2018年
- 8月22日 - ゆめのたね放送局『まもらじ』

2019年
- 5月25日 - Cwave「ガチンコナイト！」

## ライブ・イベント出演

### AIP アラフォーアイドルproject
2016年
- 8月13日 - 亀四フェスタ・第7回すみだストリートジャズフェスティバル（大横川親水公園イベント広場亀沢フェスティバル会場 - 錦糸町）
- 11月26日 - AIP初主催LIVE「オトナ♡アイドル宣言！」（浅草花やしき座 - 浅草）

2017年
- 8月19日 - 亀四フェスタ・第8回すみだストリートジャズフェスティバル（大横川親水公園イベント広場亀沢フェスティバル会場 - 錦糸町）
- 11月11日 - ドリフェス2017（日比谷コンベンションホール - 日比谷）

2018年
- 8月19日 - 亀四フェスタ・第9回すみだストリートジャズフェスティバル（大横川親水公園イベント広場亀沢フェスティバル会場 - 錦糸町）
- 12月1日 - ドリフェス2018（日比谷コンベンションホール - 千代田）

2019年
- 2月16日 - Go for it！〜輝けワタシ！〜 悪女時代主催（代アニステーション - 大久保）
- 4月20日 - レコ発　大人アイドルフェスティバル〜大人輝く、みんな輝く〜 AIP主催（浅草花やしき座 - 浅草）
- 8月17日 - 亀四フェスタ・第10回すみだストリートジャズフェスティバル（大横川親水公園イベント広場亀沢フェスティバル会場 - 錦糸町）

### 情熱Dream
2016年
- 6月25日 - TOKYO声誕祭in Adachi（シアター1010 - 北千住）
- 7月8日 - コラソンウェイvol.05（Shibuya Milkyway - 渋谷）
- 7月16日 - 氏神一番PRESENTS 「大浴衣祭2016」（La.mama - 渋谷）
- 8月6日 - 新・本八幡会 第2回（通算32回、Ginza Roots Tokyo - 銀座）
- 8月30日 - コラソンウェイvol.06（Shibuya Milkyway - 渋谷）
- 9月11日 - アキバアイドルフェスティバル vol.24（Akihabara Cypher - 神田）
- 10月9日 - 品川夢さん橋2016（大崎）
- 10月10日 - ノンストップ山手線（大崎）
- 12月6日 - コラソンウェイvol.09（Shibuya Milkyway - 渋谷）

2017年
- 1月28日 - 第9回ミセス日本グランプリ・新年チャリティーParty〜（AURUM - 銀座）
- 2月12日 - 浅草西地区アイドルまつり2017（東洋館 - 浅草）
- 3月12日 - ニューグリンピア津南 ウィンター感謝祭2017（ニューグリンピア津南 - 新潟県中魚沼郡）
- 3月21日 - コラソンウェイvol.15（Shibuya Milkyway - 渋谷）
- 4月11日 - 氏神一番誕生祭（La.mama - 渋谷）
- 6月8日 - 氏神一番presents ウヂツボアイドル祭2017（La.mama - 渋谷）
- 7月7日 - 氏神一番大浴衣祭り（La.mama - 渋谷）
- 7月31日 - 劇団コラソン第48回公園 あさひの挑戦状4（SHINJUKU SAMURAI - 新宿）
- 8月6日 - 下町ミュージックフェスト（上野水上野外音楽堂 - 上野）
- 8月17日 - 有楽町ベンチーズ初主催ライブ公式戦 第2戦 暑中お見舞いベンチーズ（Shibuya Milkyway - 渋谷）
- 9月28日 - ラーメンロック復活祭 Part2（La.mama - 渋谷）
- 10月8日 - 品川夢さん橋2017（大崎）
- 10月9日 - ノンストップ山手線（大崎）
- 12月11日 - 氏神サンタのクリスマス2017（La.mama - 渋谷）

2018年
- 2月7日 - 第33回吉祥寺音楽祭 吉音コンテストvol.17 フリーエントリーの一次審査通過発表
- 2月11日 - 浅草西地区アイドルまつり2018（東洋館 - 浅草）
- 2月21日 - おなご祭り（La.mama - 渋谷）
- 3月7日 - BRANDWAGON mini ー 旬な人ら ー（目黒鹿鳴館）
- 4月6日 - 氏神一番誕生祭（La.mama - 渋谷）
- 4月7日 - さくら祭り（新座市栄緑道 - 埼玉県新座市）
- 4月15日 - L.T.M〜Vol.1（川崎セルビアンナイト - 神奈川県川崎市）
- 5月15日 - 大人ミュージック企画　SUPER THREE SINGERS（銀座TACT - 銀座）
- 5月25日 - 2018台中国際旅行展覧会(ATTA2018)（大台中會展中心 - 台湾）
- 5月26日 - 2018台中国際旅行展覧会(ATTA2018)（大台中會展中心 - 台湾）
- 6月26日 - BEST HIT 大人ミュージック!!～Artist Show Case ～vol.1（銀座TACT - 銀座）
- 7月17日 - 大人ミュージック交流会（銀座TACT - 銀座）
- 8月4日 - 第35回　朝霞市民まつり「彩夏祭」（朝霞法人会青葉台公園 - 埼玉県朝霞市）
- 8月6日 - BRANDWAGON mini Vol.18ー 旬な人ら ー（オーヴ渋谷 - 渋谷）
- 8月27日 - 劇団コラソン音楽祭　〜マイクを止めるな！〜（オーヴ渋谷 - 渋谷）
- 9月15日 - 日本ラテンアメリカ音楽協会アムラン基金チャリティーコンサート～アムラン30年の奇跡〜（浅草公会堂　-　浅草）
- 9月16日 - パルTAMAフェス2018 特別参加プログラム　L.T.M ～歌とダンス、情熱とテンション（パルテノン多摩 小ホール　-　多摩市）
- 9月18日 - TOKYO MX　おはよう！アイドル長屋REMIX　収録ライブ　VOL,3（渋谷VUENOS　-　渋谷）
- 10月7日 - 品川夢さん橋2018（大崎）
- 10月20日 - TOKYO MX TV『おはよう！アイドル長屋REMIX』公開録画イベント（渋谷VUENOS　-　渋谷）
- 10月21日 - 相鉄ロックオンミュージック（こども自然公園　-　横浜）
- 11月24日 - U.M.U AWARD 2018 決勝大会（東京渋谷 SOUND MUSIUM VISION - 渋谷）
- 12月13日 - 氏神サンタのクリスマス2018（La.mama - 渋谷）
- 12月16日 - Asia Pop Culture Festival    ～新生APCF 再始動～コラボ Fleramo【Orion】7周年祭（新宿グラムシュタイン - 新宿）

2019年
- 1月25日 - 企業様新年会ライブ（足立区）
- 3月3日 - 浅草西地区アイドルまつり2019（東洋館 - 浅草）
- 4月6日 - 新座市『さくらまつり』（埼玉県新座市）
- 4月28日 - 蒲田ファミリーフェスティバル2019（大田区蒲田）
- 5月5日 - 大人のダンスエンタメショウ（彩の国さいたま芸術劇場大ホール - 埼玉県さいたま市）
- 5月19日 - 世界トライアスロン横浜大会（横浜山下公園 EXPOメイン会場 - 神奈川県横浜市）
- 5月25日 - 僕らの文化祭。2019（旧清海小学校 - 千葉県勝浦）
- 5月29日 - The Front Lines』with CROSS WAVE vol.12（新大久保Quarter Note - 新大久保）
- 6月14日 - フィリピン・エキスポ 2019（上野恩賜公園噴水前特設会場 - 上野）
- 6月25日 - みんなの元氣で日本を元氣に！！Vol.2（渋谷La.mama - 渋谷）
- 7月6日 - サウンドストリート志木（志木丸井前 - 埼玉県志木市）
- 8月4日 - 第35回　朝霞市民まつり「彩夏祭」（朝霞法人会青葉台公園 - 埼玉県朝霞市）
- 8月15日 - Tokyo Circuit Live for 7Space（池袋CANOPUS/池袋Hoteyes - 池袋）

### 虹色ドリーム
2016年
- 10月23日 - 川口市産品フェア2016（SKIPシティ - 埼玉県川口市）
- 11月6日 - 川口物産観光フェア（ララガーデン川口店内1階プラザ - 埼玉県川口市）
- 11月12日 - 第11回千葉県福祉機器展2016（千葉県福祉ふれあいプラザ・けやきプラザ - 千葉県我孫子市）

2017年
- 1月15日 - うたいびと in 鴻巣 〜あけおめLive2017〜（ウニクス鴻巣 - 埼玉県鴻巣市）
- 2月19日 - うたいびと in 鴻巣 〜アイドル祭り〜（ウニクス鴻巣 - 埼玉県鴻巣市）
- 3月19日 - うたいびと in 鴻巣 〜旅立ちの歌ライブ〜（ウニクス鴻巣 - 埼玉県鴻巣市）
- 4月9日 - 第32回市民文化フェア さくらコンサート（所沢航空記念公園 - 埼玉県所沢市）
- 4月16日 - うたいびと in 鴻巣 〜春爛漫ライブ〜（ウニクス鴻巣 - 埼玉県鴻巣市）
- 6月17日 - 小川はつらつ朝市（小川町民会館 野外ステージ - 埼玉県小川町）
- 7月1日 - 日光御成道鳩ヶ谷宿夏の陣（地蔵院会場 野外ステージ - 栃木県日光市）
- 9月24日 - 川口物産観光フェア（アリオ川口センターコートにて - 埼玉県川口市）
- 11月4日 - 新百合ヶ丘マプレ クリスマス イルミネーション点灯式（神奈川県新百合ヶ丘）
- 11月21日 - 日光商工会議所青年部様の30周年記念祝賀会（栃木県日光市）

2018年
- 4月7日 - 第33回市民文化フェア さくらコンサート（所沢航空記念公園 - 埼玉県所沢市）
- 5月13日 - 大宮アートフルゆめまつり（武蔵野銀行前 - 埼玉県大宮市）
- 6月30日 - 日光御成道 夏の陣（地蔵院会場 - 埼玉県川口市）
- 7月24日 - 川口商工会議所会員交流の集い（川口札幌ビール園 - 埼玉県川口市）
- 8月5日 - 第４０回たたら祭り（オートレース場バザールコーナー - 埼玉県川口市）
- 8月24日 - 川崎北工業会「第９回納涼祭」（神奈川県川崎市）
- 8月25日 - MUSIC TO FUTURE2018予選（ホットサンド専門店ラフォア - 埼玉県川越市）
- 9月22日 - かわぐち物産観光フェア（川口グリーンセンター - 埼玉県川口市）
- 10月8日 - 秋の安行花植木まつり（川口緑化センター会場 - 埼玉県川口市）
- 10月13日 - MUSIC TO FUTURE2018決勝大会（ウニクス南古谷特設ステージ - 埼玉県川越市）
- 10月27日 - 川口産品フェア2018（SKIPシティ - 埼玉県川口市）
- 12月2日 - 第5回ご当地「鍋」フェスティバル（日比谷公園 噴水広場 鍋フェス会場内 - 千代田区）

2019年
- 3月9日 - 虹色ドリーム ミニライブ♪（三井ショッピングパーク　LaLa garden - 埼玉県春日部市）
- 4月6日 - 第34回 所沢市市民文化フェアさくらコンサート（所沢航空記念公園 - 埼玉県所沢市）
- 4月28日 - どんぐりフェス（ララガーデン川口 - 埼玉県川口市）
- 5月12日 - 大宮アートフルゆめまつり（大宮駅 高島屋前 - 埼玉県大宮市）
- 6月29日 - Go for it！～輝けワタシ！～vol.1（代アニLIVEステーション - 新宿区大久保）
- 6月30日 - 日光御成道 鳩ヶ谷宿 夏の陣（地蔵院会場 - 埼玉県川口市）
- 8月3日 - 第68回 橋本七夕まつり（織り姫ステージ - 神奈川県相模原市）

### ときめきDream
2016年
- 11月3日 - 富士見高原の収穫祭〜ハロウィンが商店街にやってきた！（長野県富士見町）
- 12月3日 - おぶ〜湯屋コンサートvol.1（長野県松本市）

2017年
- 3月20日 - おぶ〜湯屋コンサートvol.2（長野県松本市）
- 5月4日 - 第13回あずみの公園早春賦音楽祭（長野県安曇野市）
- 6月4日 - 信州なかのバラまつり（長野県長野市）
- 6月10日 - おぶ〜湯屋コンサートvol.3（長野県松本市）
- 7月2日 - 第10回善光寺表参道夏祭り（長野県長野市）
- 7月29日 - 第34回富士見OKKOH祭り（長野県富士見町）
- 8月5日 - 第47回長野びんずる祭り（長野県長野市）
- 8月24日 - 第11回松本サマーフェスト2017（長野県松本市）
- 9月10日 - 松本南五和会秋祭り（長野県松本市）
- 9月18日 - 富士見町烏帽子区敬老会（長野県富士見町）
- 9月23日 - おぶ〜湯屋コンサートvol.4（長野県松本市）
- 10月15日 - 小布施六斎市（長野県小布施町）
- 10月28日 - 富士見高原の収穫祭〜ハロウィンが商店街にやってきた！（長野県富士見町）
- 11月18日 - 第12回おかや演劇祭やりたいもんシアター（長野県岡谷市）
- 11月23日 - おぶ〜湯屋コンサートvol.5（長野県松本市）
- 12月2日 - 街角アート&ミュージック with クリスマスツリー点灯式（長野県長野市）

2018年
- 3月21日 - おぶ〜湯屋コンサートvol.6（長野県松本市）
- 4月7日 - ミュージックコートHANA（長野県松本市）
- 4月28日 - 長野市第4回表参道音楽芸術祭（長野県長野市）
- 5月4日 - 第14回あづみの公園早春賦音楽祭（長野県安曇野市）
- 5月19日 - ミュージックコートHANA（長野県松本市）
- 6月2日 - おぶ〜湯屋コンサートvol.7（長野県松本市）
- 6月9日 - 第25回なかのバラまつり（長野県中野市）
- 7月22日 - ミュージックコートHANA（長野県松本市）
- 8月22日 - 第12回松本サマーフェスト2018（長野県松本市）
- 9月2日 - 街角アート&ミュージック with ながの街なかいちば（長野県長野市）
- 9月8日 - おぶ〜湯屋コンサートvol.8（長野県松本市）
- 10月13日 - 小布施六斎市2018（小布施町）
- 10月20日 - 信州バザール（松本市やまびこドーム - 松本市）
- 12月22日 - おぶ〜湯屋コンサートvol.9（長野県松本市）

2019年
- 3月23日 - おぶ〜湯屋コンサートvol.10（長野県松本市）
- 4月28日 -第36回全国都市緑化フェア（長野県松本市）
- 5月3日 -表参道芸術音楽祭（長野県長野市）
- 5月26日 - 第50回高島城祭（諏訪市高島公園 - 長野県諏訪市）
- 5月30日 - 信州なかのバラまつり - 長野県中野市一本木公園 - 長野県中野市）
- 6月22日 - おぶ〜湯屋コンサートvol.11（長野県松本市）
- 7月7日 - 善行寺表参道夏祭り 2019（トイーゴ広場 - 長野県長野市）

### Future Dream
2019年
- 7月27日 - 茂原七夕祭り（フェスタ21会場 - 千葉県茂原市）

### NAO
2019年
- 7月14日 - アムラン ラテンクルーズ 2019（池之端 ライブスペース Qui - 上野）